# Серафим (Самойлович)
Архиепи́скоп Серафи́м (в миру Семён Никола́евич Самойло́вич; 19 (31) июля 1881, Миргород, Полтавская губерния — 9 ноября 1937, Сусловское отделение Сиблага, Мариинский район, Кемеровская область) — епископ Русской православной церкви, архиепископ Угличский, викарий Ярославской епархии. С 30 ноября 1926 года по 2 марта 1927 года, в период ареста митрополита Сергия (Страгородского) и ряда других, был заместителем Патриаршего местоблюстителя — митрополита Крутицкого Петра (Полянского).
Прославлен в лике святых Русской православной церковью заграницей в 1981 году, Московским патриархатом — в 2000 году.

## Биография
Родился 19 июля 1881 года в Миргороде в семье псаломщика из Миргорода. Был потомком гетмана Ивана Самойловича.
В 1896 году окончил Лубенское духовное училище, а в 1902 году — Полтавскую духовную семинарию.

### Миссионер на Аляске и в Осетии
В 1902 году, окончив семинарию, отправился в Алеутско-Аляскинскую епархию, во главе которой в то время стоял епископ Тихон (Беллавин).
1 августа 1902 года определён учителем Уналашкинской миссионерской школы. 1 июля 1905 года определён учителем двухклассной миссионерской школы в городе Ситка.
25 сентября 1905 года епископом Аляскинским Иннокентием (Пустынским) пострижен в монашество с именем Серафим.

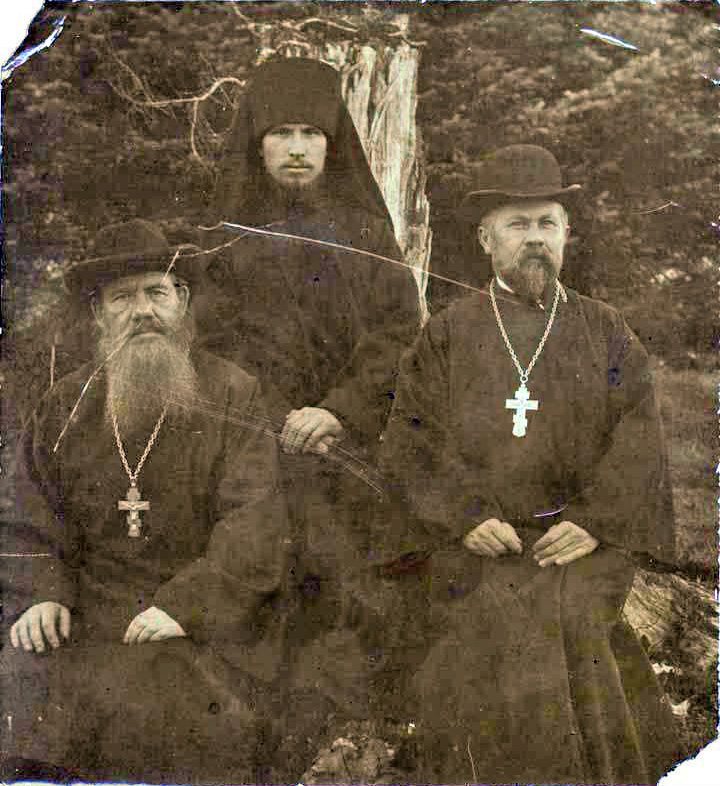
Иеромонах Серафим на Аляске (в центре)

2 октября 1905 года епископом Аляскинским Иннокентием (Пустынским) был рукоположён в сан иеродиакона с причислением к Ситкинскому Архиерейскому дому. 25 марта 1906 года был рукоположён в сан иеромонаха. 1 августа того же года назначен настоятелем Нугекского прихода и начальником Нугекской духовной миссии.
В книге Михаила Польского «Новые мученики российские» говорится, что архиепископ Тихон «высоко ценил ревностного миссионера, сочетавшего личный аскетизм с умелым подходом не только к полудикой алеутской пастве, но и к американской администрации на Аляске».
25 марта 1908 года назначен преподавателем Священного Писания и основного богословия в Ситкинской духовной семинарии. В тот же день за усердие и ревность по службе был удостоен набедренника.
Расстроенное здоровье и суровый климат побудили его подать прошение об освобождении от занимаемой должности для возвращения на родину. 4 октября 1908 года по состоянию здоровья освобождён от должности. Вернулся в Россию. Служил в Ярославской епархии, куда приехал вслед за высоко ценившим его архиепископом Тихоном (Беллавиным).
25 мая — 25 августа 1909 года — помощник епархиального миссионера Владикавказской епархии.
С 1 сентября 1909 года — духовник Александровской духовной семинарии (в городе Ардоне в Осетии), недолго исполнял обязанности инспектора семинарии с освобождением от должности помощника епархиального миссионера.

### Монастырская деятельность
13 апреля 1910 года назначен наместником Могилёво-Братского монастыря, однако принять управление монастырём он, по-видимому, не успел.

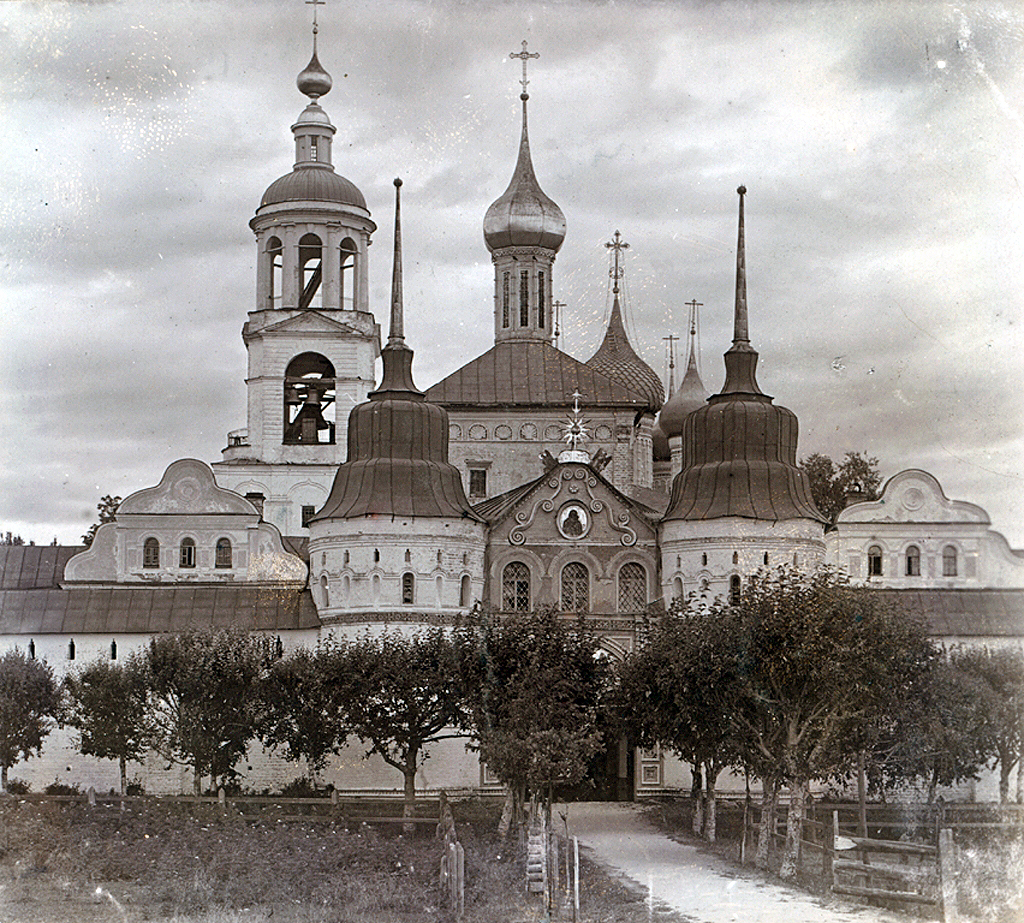
Вход в Толгский монастырь. 1910 г. Фотография С. М. Прокудина-Горского.

29 апреля 1910 года скончался наместник Ярославского Толгского мужского монастыря архимандрит Порфирий (Кулаков). Архиепископ Тихон сумел добиться от Святейшего Синода назначения иеромонаха Серафима на освободившуюся должность наместника Толгского первоклассного монастыря. Между 13 и 28 мая новый наместник иеромонах Серафим (Самойлович) прибыл в Толгский монастырь и де-факто вступил в должность управляющего монастырём, хотя официально его назначение наместником последовало только 23 июня.
Одной из главных забот нового наместника стала подготовка к 600-летию Толгского монастыря, которое должно было состояться в 1914 году.
С самого начала своего наместничества иеромонах Серафим взялся за благоустройство жизни в обители. В августе 1910 года он добивается разрешения приобрести и носить оружие лесному сторожу и садовнику монастыря. В октябре того же года иеромонах Серафим получил благословение архиепископа Тихона о проведении в монастырь телефонного сообщения и направил об этом заявление в Уездную управу. Точная дата появления телефонной связи в монастыре неизвестна, однако известно, что в 1913 году Толгский монастырь уже платил за пользование одним телефонным аппаратом. Была приведена в порядок монастырская пристань в соответствии с новыми правилами, причём Костромская комиссия по освидетельствованию судов в августе 1912 года, по осмотре, признала пристань отвечающей своему назначению.
В 1911 году начались большие ремонтные работы. В 1912 году монастырь переходит к более затратным реставрационным работам. Был произведён ремонт церковной утвари монастыря.
Весной 1912 года Ярославский комитет Православного миссионерского общества в специальном обращении за подписью Председателя общества архиепископа Тихона просит его «принять на себя звание Действительного члена Ярославского комитета Православного миссионерского общества и принять участие в правлении сего комитета».
11 мая 1912 года в Толгском монастыре иеромонах Серафим был возведён в сан игумена этого монастыря.
К началу празднования 300-летия дома Романовых в 1913 году, Толгский монастырь, который планировал посетить император Николай II в ходе поездки по стране, был уже хорошо отреставрирован, так что белоснежная громада монастыря, с сияньем его куполов и крестов, представляла необыкновенно красивый вид.
21 мая 1913 года император Николай II с Августейшей Семьёй посетили город Ярославль и Толгский монастырь. На пристани Толгского монастыря при встрече парохода, как записано в рапорте о посещении монастыря императором, «наместник игумен Серафим имел счастье выразить Его Императорскому Величеству одушевляющие Толгскую обитель верноподданнические чувства и просить милостиво осчастливить посещением Толгскую обитель».
29 сентября 1913 года прошло торжественное открытие школы пчеловодства и огородничества во имя святителя Алексия Московского, во имя небесного покровителю наследника-цесаревича Алексея Николаевича. Школа предназначалась для детей окрестного населения и была рассчитана на обучение 25 мальчиков за счёт монастыря и благотворителей; при школе имелся приют.
К юбилею под руководством игумена Серафима Дмитрий Орлов составил историко-статистический очерк на 172 страницы с фотографиями: «Ярославский первоклассный Толгский монастырь. 1314—1914».
5 февраля 1914 года, игумен Серафим в составе ярославского духовенства встречал на вокзале нового Ярославского архиерея архиепископа Агафангела (Преображенского).
Торжества, посвящённые 600-летию монастыря прошли под руководством архиепископа Ярославского Агафангела спокойно и благополучно. Их кульминация пришлась на 7 — 10 августа 1914 года. Всё запланированное было сделано в срок, а игумен Серафим за понесённые труды был удостоен ордена Святой Анны 3-й степени. Тем не менее торжества омрачила начавшаяся 6 августа Первая мировая война.
В конце августа, по окончании торжеств, игумен Серафим с братией монастыря пишет прошение на имя архиепископа Агафангела об устройстве и содержании при монастыре лазарета для раненых на 10 коек, об отчислении 500 рублей на нужды раненых, а также о разрешении в продолжение войны 3 % братской кружки отдавать на нужды войны.
В 1915 году по ходатайству игумена Серафима восстановлена должность эконома монастыря, которая с давних пор была отменена, а обязанности нёс так называемый рассадник монастыря.
23 сентября 1915 года определением Святейшего Синода назначен настоятелем Угличского Покровского Паисиевского мужского  монастыря, , что подтверждают Ярославские Епархиальные Ведомости
29 июня 1916 года возведён в сан архимандрита.
Был участником Съезда учёного монашества, проходившего 7-14 июля 1917 года в Московской духовной академии

### Архиерей
С 15 февраля 1920 года — епископ Угличский, викарий Ярославской епархии.
В июле 1922 года был арестован, некоторое время находился в Ярославской тюрьме.
В прошении верующих Харькова от 16 декабря 1923 года значится, что его краткосрочный визит в Харьков вернул Православию 6 храмов, в связи с чем просили «о его назначении к управлению Харьковской епархией». До 15 января 1924 временно управлял Харьковской епархией.
В начале 1924 года он был назначен временно управляющим Ярославской епархией и вскоре патриархом Тихоном возведён в сан архиепископа.
В первой половине 1920-х годов входил в число консервативных архиереев, группировавшихся вокруг настоятеля московского Данилова монастыря архиепископа Феодора (Поздеевского) — так называемых «даниловцев».
12 апреля 1925 года подписал акт о передаче высшей церковной власти митрополиту Крутицкому Петру (Полянскому).
В 1925—1926 годах в связи с пребыванием митрополита Агафангела в Нарымской ссылке архиепископ Серафим вновь несколько месяцев руководил Ярославской епархией.
В начале 1926 года активно поддержал Заместителя Патриаршего Местоблюстителя митрополита Сергия (Страгородского) в его противостоянии григорианским раскольникам.

### Во главе церковного управления
29 декабря 1926 года вступил в должность Заместителя Патриаршего местоблюстителя, де-факто возглавив управление Патриаршей Церкви — после того, как были последовательно арестованы Патриарший Местоблюститель митрополит Пётр (Полянский), его Заместители митрополиты Сергий (Страгородский) и Иосиф (Петровых). Последний подписал завещание, согласно которому в случае его ареста права Заместителя передавались архиепископу Свердловскому Корнилию (Соболеву) или (в случае невозможности его приступить к своим обязанностям) архиепископу Астраханскому Фаддею (Успенскому), а если и тот не сможет принять дела — архиепископу Серафиму (Самойловичу).
Власти воспрепятствовали первым двум кандидатам возглавить церковное управление и в обязанности Заместителя местоблюстителя вступил сравнительно малоизвестный и молодой архиепископ Серафим. В своём послании просил епископов до минимума сократить переписку и сношения с главой церкви и все дела, кроме принципиальных и общецерковных (как, например, избрание и хиротония во епископа), решать окончательно на местах. В то же время запретил в священнослужении архиепископа Томского Димитрия (Беликова), объявившего в своей епархии автокефалию.
В марте 1927 года архиепископ Серафим был вызван ответственным сотрудником ГПУ Е. А. Тучковым в Москву и заключён во Внутреннюю тюрьму ГПУ. Через три дня освобождён и выслан обратно в Углич. Отверг попытки вмешательства властей в церковные дела и отклонил предложенный ими состав Синода. Отказался решать принципиальные вопросы без согласия находящихся в заключении старших иерархов.
В апреле 1927 года митрополит Сергий (Страгородский) был освобождён из заключения, и архиепископ Серафим передал ему свои полномочия Заместителя местоблюстителя «без всяких оговорок, по доверию к нему». Таким образом архиепископ Серафим нёс это послушание ровно 100 дней.

### Оппонент митрополита Сергия. Уголовное преследование.

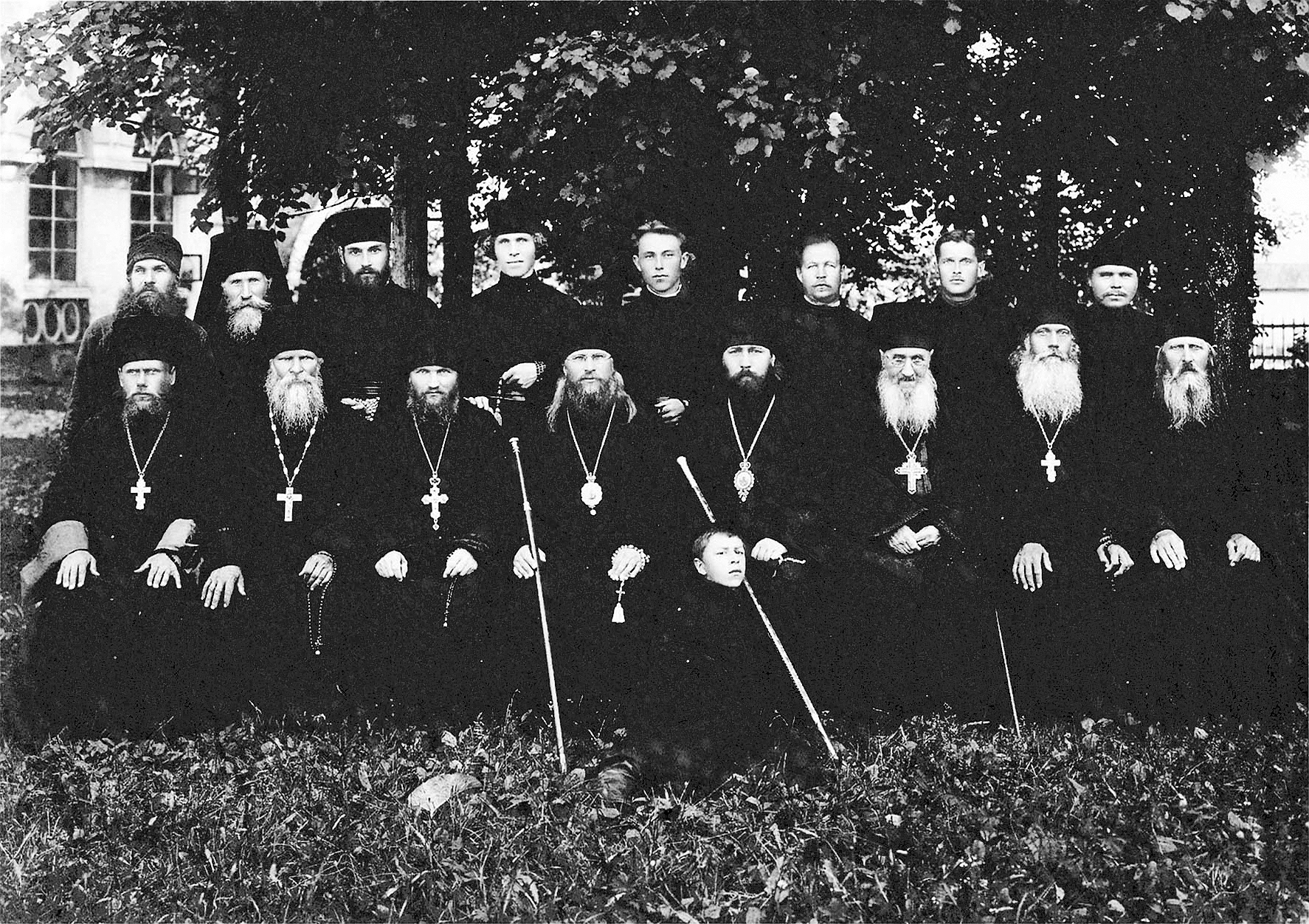
Архиепископ Серафим (Самойлович) с братией Покровского Паисиева монастыря. Углич. 2 / 15 июля 1927 года

6 февраля 1928 года вместе с митрополитом Ярославским Агафангелом (Преображенским), архиепископом Варлаамом (Ряшенцевым), епископом Евгением (Кобрановым), а также находившимся в Ростове митрополитом Иосифом (Петровых) подписал обращение, в котором осуждали «Декларацию» митрополит Сергия, выразили верность иерархическому подчинению Патриаршему местоблюстителю митрополиту Петру и объявили о самостоятельном управлении Ярославской епархией.
Через три дня после выхода «Ярославской декларации», 9 февраля 1928 года митрополиту Сергию было передано письмо архиепископа Серафима, датированное тем же числом, что и «Ярославская декларация».
Арестован 17 февраля 1928 года и выслан в Могилёв, находясь в заключении в 6 вёрстах от города в Буйничском Свято-Духовом монастыре.
11 апреля 1928 года митрополит Сергий и Временный патриарший Священный синод при нём приняли решение уволить архиепископа Серафима от управления Угличским викариатством. Однако митрополит Сергий ценил архиепископа Серафима. По свидетельству современников, архиепископу Серафиму в случае примирения с митрополитом Сергием был предложен сан митрополита и любая епархия, но он ответил: «предпочитаю страдать за Церковь».
В мае 1928 ими же было принято решение предать его каноническому суду, запретить временно священнослужение в Ярославской и Московской епархиях и потребовать в месячный срок выразить послушание митрополиту Сергию и его Синоду. Существует информация, что в мае 1928 он примирился с митрополитом Сергием, однако, в любом случае, остался при своей позиции. По другим данным, владыка Серафим направил заместителю местоблюстителя новое послание, повторяющее основные мысли предыдущего. В любом случае, назначений на церковные должности от митрополита Сергия он не принимал. Его дальнейшая судьба — постоянное пребывание в ссылке и лагерях — свидетельствует об отказе от тех компромиссов с властями, которые владыка Серафим считал недопустимыми.
Делал дневниковые записи, которые ныне представляют большой интерес, так как в тяжелейшей обстановке 1920—1930-х годов при постоянной угрозе обыска и ареста мало кто из видных церковных деятелей отваживался вести и хранить дневниковые записи. Они легко могли попасть в руки Госбезопасности и превратиться в «вещдоки» «преступной антисоветской деятельности» их авторов.
20 января 1929 года написал «Послание», в котором продолжал обличать политику митрополита Сергия; послание, в частности, гласило: «<…> все прещения, наложенные и налагаемые так называемым Заместителем Патриаршего Местоблюстителя м. Сергием и его так называемым временным Патриаршим Синодом, незаконны и неканоничны, ибо м. Сергий и его единомышленники нарушили соборность, прикрывши её „олигархической коллегией“, попрали внутреннюю свободу Церкви Божией, уничтожили самый принцип выборного начала епископата <…> М. Сергий, увлекающий ныне малодушных и немощных братий наших в новообновленчество, нашего доверия не оправдал». Послание было опубликовано в официальном органе Архиерейского синода РПЦЗ «Церковные ведомости». Вскоре по издании «Послания» (редакция журнала «Церковные ведомости» считала, что вследствие напечатания его на страницах их издания).
Послание не имело большого влияния, если не считать некоторых попыток представителей Русской зарубежной церкви опереться на него. Например, в 1930 году редакция «Церковных ведомостей» сообщала: «В настоящее время подавляющее большинство епархий окончательно отделилось от м[итрополита] Сергия и руководствуется в своей церковной жизни известным посланием Высокопреосвященнейшего Серафима, епископа Угличского».

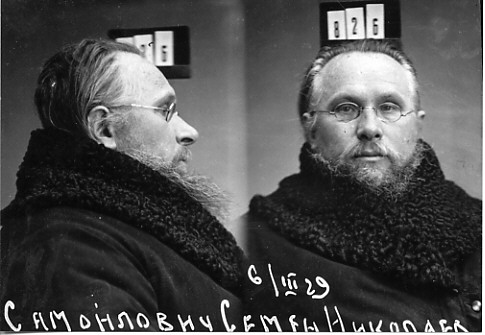
Архиепископ Серафим (Самойлович). Следственное фото. 1929 год

2 марта 1929 году был арестован в Буйничском монастыре. 14 марта ему было предъявлено обвинение в распространении антисоветских документов (ст. 58-10, 11 Уголовного кодекса РСФСР); 17 мая 1929 года осуждён Особым совещанием при коллегии ОГПУ СССР по указанной статье и приговорён к 3 годам заключения в Соловецком лагере особого назначения.
На Соловках на строительных работах, поднимая кирпичи на постройку двухэтажного здания, упал с лесов и сломал рёбра, которые плохо срослись, что сделало его инвалидом.
Осенью 1930 года архиепископ Серафим был отправлен на строительство Беломорканала. Протопресвитер Михаил Польский приводит рассказ узника, отбывавшего с ним заключение:

Тут я впервые увидел… работая лекпомом при приёмке этапа, архиепископа Серафима — высокого согбенного старца, с уже остриженными под машинку № 1 головой и лицом … мы, лекпомы, старались помочь Владыке, страдавшем двухсторонним хроническим плевритом при декомпенсированном миокарде и общем артериосклерозе. Раз, в конце октября, в сырой ненастный день, проходя мимо землянки — дезокамеры, где производилась дезинфекция вещей при герметически закрытой двери, а заключённый-инвалид караулил снаружи камеру …, я услышал, что зовут меня по имени. Подойдя, я увидел продрогшего архиепископа Серафима, — "На эти посты ставят на 2 часа по очереди нас, инвалидов; я стою с 12 дня и меня не сменяют (Было около 6-ти часов вечера)
Осенью 1931 года переведён на «материк» (командировка «Новая биржа» около Май-Губы), где находился на инвалидных работах.
В марте 1932 года отправлен в Коми-Зырянскую область. Протопресвитер Михаил Польский в своей книге «Новые мученики Российские» приводит рассказ того же свидетеля:

Он слабел телесно, но духом был твёрд. Он считал, что в эпоху гонений не должно быть единого централизованного Церковного Управления. Епископ должен управлять сам своей епархией; в ссылке он возглавляет тайную Церковь там, где проживает, ставит тайных священников, совершает тайные постриги.
<…>
Больной — Владыка Серафим часто вспоминался мне в скитаниях по тюрьмам и ссылкам, когда лишённый физического общения с верующими, я мысленно в молитве поминал его; мне представлялось его кротко улыбающееся измождённое лицо и, склонив в молитве голову, я словно чувствовал на ней его исхудалую, огрубевшую, покрытую ссадинами архипастырскую руку.

В 1933 году вновь был осуждён к трём годам ссылки, которую отбывал в Архангельске.
Существуют сведения, что примерно в 1934 году им было написано ещё одно послание, в котором митрополит Сергий (Страгородский) объявлялся запрещённым в священнослужении за «антиканоническую деятельность», начиная с 1927 года.
В 1934 году вновь арестован по обвинению в создании новой «контрреволюционной организации сторонников истинно-православной церкви» и приговорён к пяти годам лишения свободы в лагере. Заключение отбывал в Кемеровском ИТЛ (по другим данным, в городе Свободном Амурской области).
В 1937 году был арестован в лагере и 9 ноября расстрелян вместе с другими «членами контрреволюционной группы» (среди них Александр Андреев).

## Канонизация
Имя архиепископа Серафима было внесено в черновой поимённый список новомучеников и исповедников российских при подготовке канонизации, совершённой РПЦЗ в 1981 году. Однако сама канонизация не была поимённой, а список новомучеников был издан только в конце 1990-х годов.
Причислен к лику святых Новомучеников и Исповедников Российских 20 августа 2000 года на Юбилейном Архиерейском соборе Русской православной церкви по представлению Московской епархии.

## Труды
- История Толгского монастыря, 1314—1914 гг.
- «Послание б. Заместителя Патриаршего Местоблюстителя Высокопреосвященного Серафима, Архиепископа Угличского. Возлюбленным о Господе архипастырям, пастырям и пасомым Православной Российской Церкви». // «Церковные Ведомости» (Архиерейского Синода, Королевство С. Х. С.). 1 (14) — 15 (28) марта 1930. — № 5—6 (192—193). — С. 2—3.
- «Год скорби и печали»: Дневник священномученика Серафима (Самойловича), архиепископа Угличского за 1928 год / Публ. протоиерея Александра Салтыкова и Н. Д. Егорова // Мир Божий. 2003. — № 1 (9). — С. 36—45
- «Послание ко всей Церкви» священномученика Серафима Угличского от 20 января 1929 года / Публ. О. В. Косик // Богословский сборник. М.: Изд-во ПСТБИ. 2003. — Вып. 11. — С. 281—305.
- Архиепископ Серафим (Самойлович) и Е. А. Тучков // Вестник ПСТГУ II: История. История Русской Православной Церкви 2006. — Вып. 3 (20). — С. 129—135
- Проект священномученика архиепископа Угличского Серафима (Самойловича) Декларации об отделении Ярославской епархии от митрополита Сергия (Страгородского) // Вестник ПСТГУ II: История. История Русской Православной Церкви. 2014. — Вып. 5 (60). — С. 162—165
- «В единении вы с митрополитом Сергием или в отделении?» Переписка священномученика архиепископа Угличского Серафима (Самойловича) и священномученика епископа Романовского Вениамина (Воскресенского) 1928—1929 гг. (Публ., вступ. ст. и прим. диак. С. К. Николаева и М. М. Гара) // Вестник ПСТГУ. Серия II: История. История Русской Православной Церкви. — 2017. — Вып. II (79). — С. 121—144.